# Аюб Баррадж
Аюб Баррадж (араб. ايوب براج; нар. 27 травня 1997) — туніський борець вільного стилю, триразовий чемпіон та бронзовий призер чемпіонатів Африки, чемпіон Африканських ігор, чемпіон Середземноморського чемпіонату з боротьби.

## Життєпис
У 2015 році став чемпіонату Африки серед юніорів. У 2017 повторив успіх на цих же змаганнях.

## Спортивні результати на міжнародних змаганнях

### Виступи на Чемпіонатах світу
| Змагання                        | Збірна | Вагова категорія          | Місце |
| ------------------------------- | ------ | ------------------------- | ----- |
| Чемпіонат світу з боротьби 2019 | Туніс  | вільна боротьба, до 79 кг | 19    |

### Виступи на Чемпіонатах Африки
| Змагання                         | Збірна | Вагова категорія          | Місце  |
| -------------------------------- | ------ | ------------------------- | ------ |
| Чемпіонат Африки з боротьби 2015 | Туніс  | вільна боротьба, до 74 кг | Бронза |
| Чемпіонат Африки з боротьби 2016 | Туніс  | вільна боротьба, до 74 кг | 7      |
| Чемпіонат Африки з боротьби 2018 | Туніс  | вільна боротьба, до 74 кг | Золото |
| Чемпіонат Африки з боротьби 2019 | Туніс  | вільна боротьба, до 79 кг | Золото |
| Чемпіонат Африки з боротьби 2020 | Туніс  | вільна боротьба, до 79 кг | Золото |

### Виступи на Африканських іграх
| Змагання              | Збірна | Вагова категорія          | Місце  |
| --------------------- | ------ | ------------------------- | ------ |
| Африканські ігри 2015 | Туніс  | вільна боротьба, до 74 кг | 8      |
| Африканські ігри 2019 | Туніс  | вільна боротьба, до 86 кг | Золото |

### Виступи на Кубках світу
| Змагання                    | Збірна | Вагова категорія          | Місце |
| --------------------------- | ------ | ------------------------- | ----- |
| Кубок світу з боротьби 2020 | Туніс  | вільна боротьба, до 79 кг | 16    |

### Виступи на Середземноморських чемпіонатах
| Змагання                                     | Збірна | Вагова категорія          | Місце  |
| -------------------------------------------- | ------ | ------------------------- | ------ |
| Середземноморський чемпіонат з боротьби 2018 | Туніс  | вільна боротьба, до 79 кг | Золото |

### Виступи на інших змаганнях
| Змагання                                                       | Збірна | Вагова категорія          | Місце  |
| -------------------------------------------------------------- | ------ | ------------------------- | ------ |
| Кубок Тахті 2015                                               | Туніс  | вільна боротьба, до 70 кг | 19     |
| Меморіал Абделазіза Услаті 2015                                | Туніс  | вільна боротьба, до 74 кг | Золото |
| Кубок Тахті 2016                                               | Туніс  | вільна боротьба, до 74 кг | 15     |
| Турнір Яшара Догу 2016                                         | Туніс  | вільна боротьба, до 74 кг | 18     |
| Арабський чемпіонат з боротьби 2018                            | Туніс  | вільна боротьба, до 79 кг | Золото |
| Турнір Дана Колова — Николи Петрова 2019                       | Туніс  | вільна боротьба, до 79 кг | 8      |
| Меморіал чемпіонів Есперансу 2019                              | Туніс  | вільна боротьба, до 79 кг | Золото |
| Турнір Яшара Догу 2019                                         | Туніс  | вільна боротьба, до 86 кг | 10     |
| Меморіал Іона Корнеану і Ладислава Сімона 2019                 | Туніс  | вільна боротьба, до 86 кг | 10     |
| Олімпійський кваліфікаційний турнір з боротьби 2020 (Хаммамет) | Туніс  | вільна боротьба, до 74 кг | Бронза |

### Виступи на змаганнях молодших вікових груп
| Змагання                                                  | Збірна | Вагова категорія                 | Місце  |
| --------------------------------------------------------- | ------ | -------------------------------- | ------ |
| Літні юнацькі Олімпійські ігри 2014                       | Туніс  | вільна боротьба, до 76 кг        | 5      |
| Чемпіонат світу з боротьби серед юніорів 2015             | Туніс  | вільна боротьба, до 74 кг        | 25     |
| Чемпіонат Африки з боротьби серед юніорів 2015            | Туніс  | вільна боротьба, до 74 кг        | Золото |
| Чемпіонат Африки з боротьби серед юніорів 2017            | Туніс  | вільна боротьба, до 74 кг        | Золото |
| Середземноморський чемпіонат з боротьби серед молоді 2019 | Туніс  | вільна боротьба, до 79 кг        | Золото |
| Середземноморський чемпіонат з боротьби серед молоді 2019 | Туніс  | греко-римська боротьба, до 82 кг | Срібло |